# Joanésia
Joanésia là một đô thị thuộc bang Minas Gerais, Brasil. Đô thị này có diện tích 233,301 km², dân số năm 2007 là 6628 người, mật độ 24,1 người/km².